# Eugen Gugel

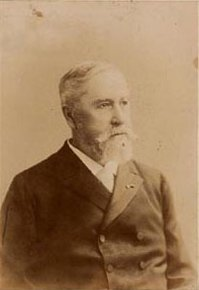
Eugen Gugel, 1902

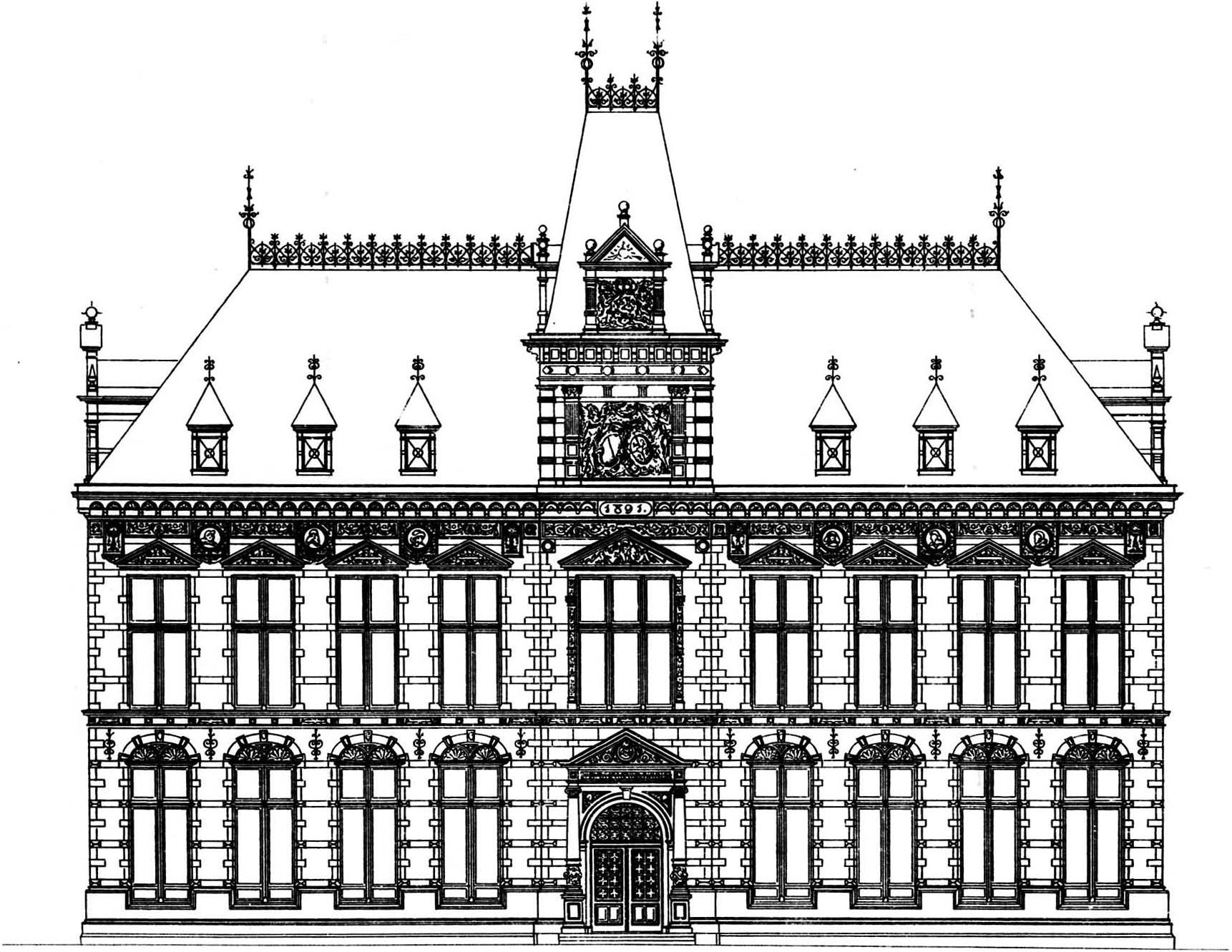
Entwurf des Akademiegebäudes in Utrecht

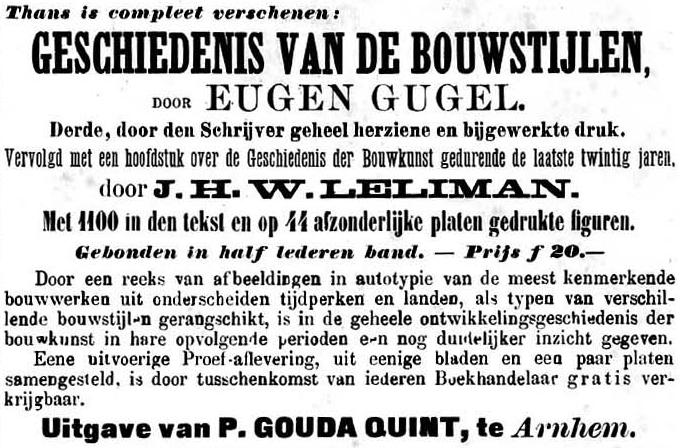
Anzeige von 1903 zum Erscheinen der dritten Auflage von Gugels Werk

Eugen Heinrich Gugel (* 26. März 1832 in Bergzabern; † 21. Mai 1905 in Den Haag) war ein deutscher Architekt und Hochschullehrer für Baukunde in Delft. Er wurde vor allem in den Niederlanden bekannt.

## Leben
Gugel studierte an der Polytechnischen Schule München und an der Kunstakademie München und wurde 1864 als erster Hochschullehrer für Bautechnik der Niederlande an die Polytechnische Schule Delft, eine Vorläuferin der Technischen Universität Delft, berufen, wo er bis 1902 lehrte. Seine Veröffentlichungen wurden jahrzehntelang für die Lehre verwendet.

## Werk

### Bauten und Entwürfe
- 1872: Wettbewerbsentwurf für das Reichstagsgebäude in Berlin[1]
- 1874–1876: Gebäude der Studentenvereinigung LSV Minerva in Leiden (am 2./3. Dezember 1959 durch Brand zerstört)
- 1875–1878: Spitze der Nieuwe Kerk in Delft
- 1882: Agnetapark in Delft
- 1885: Akademiegebäude in Utrecht

### Schriften
- 1869: Geschiedenis van de bouwstijlen in de hoofdtijdperken der architectuur. Teil 1. 1869. (Geschichte der Baustile in den Hauptepochen der Architektur).
- 1869: Geschiedenis van de bouwstijlen in de hoofdtijdperken der architectuur. Teil 2. 1869.
- 1869: De Akademiën en het kunstonderwijs. (Die Akademien und der Kunstunterricht).
- 1880: Architectonische vormleer. Teil 1. (Architektonische Formenlehre).
- 1887: Architectonische vormleer. Teil 2.
- 1887: Architectonische vormleer. Teil 3.
- 1888: Architectonische vormleer. Teil 4.